# Hour Glass
Hour Glass fue el primer programa de variedades emitido regularmente por la televisión estadounidense. Era transmitido por la cadena NBC desde mayo de 1946 hasta marzo de 1947.
Hour Glass era auspiciado por Standard Brands. El programa incluía a comediantes, músicos, películas de entretenimientos (como por ejemplo, un filme sobre el baile en Sudamérica), y comerciales en vivo acerca de los productos del auspiciador.
Algunas celebridades como Doodles Weaver, Bert Lahr, Dennis Day, Anton Reiter, Jerry Colonna, Peggy Lee y Lee Besser aparecieron en el programa.
El 14 de noviembre de 1946, Edgar Bergen llevó su acto de ventrilocuismo al programa. Ésta fue la primera vez que una personalidad de la radio aparecía en televisión.
El programa era copresentado por Eddie Mayehoff y Helen Parrish.
- Datos: Q5913364